# Masatepe
Masatepe est une ville du département de Masaya, au Nicaragua.